# Gus Schumacher
Gus Schumacher (Madison, 25 luglio 2000) è un fondista statunitense.

## Biografia
Originario di Anchorage e attivo in gare FIS dal dicembre del 2015, Schumacher ha esordito in Coppa del Mondo il 24 marzo 2019 a Québec (52º), ai Campionati mondiali a Oberstdorf 2021, dove si è classificato 51º nella 15 km, 29º nella 50 km, 14º nella sprint a squadre e 8º nella staffetta, e ai Giochi olimpici invernali a Pechino 2022, dove si è piazzato 48º nella 15 km, 39º nello skiathlon e 9º nella staffetta; ai Mondiali di Planica 2023 è stato 19º nella 15 km, 28º nella 50 km, 38º nello skiathlon e 7º nella staffetta. Il 18 febbraio 2024 ha conquistato la sua prima vittoria, nonché primo podio, in Coppa del Mondo nella 10 km a tecnica libera di Minneapolis e ai Mondiali di Trondheim 2025 si è classificato 26º nella 50 km, 13º nella 10 km, 27º nella sprint, 9º nello skiathlon e 6º nella sprint a squadre.

## Palmarès

### Mondiali juniores
- 4 medaglie:
  - 3 ori (staffetta a Lahti 2019; 10 km, staffetta a Oberwiesenthal 2020)
  - 1 argento (staffetta a Kandersteg/Goms 2018)

### Coppa del Mondo
- Miglior piazzamento in classifica generale: 15º nel 2024
- 2 podi (individuali):
  - 1 vittoria
  - 1 secondo posto

#### Coppa del Mondo - vittorie
| Data             | Località    | Nazione     | Spec.    |
| ---------------- | ----------- | ----------- | -------- |
| 18 febbraio 2024 | Minneapolis | Stati Uniti | 10 km TL |

Legenda:

TL = tecnica libera